# KOffice
케이오피스(KOffice)는 크로스 플랫폼을 지원하는 KDE의 오피스 제품군이다. 모든 구성 요소들은 자유 소프트웨어/오픈 소스 라이선스로 출시되며, 오픈 도큐먼트(ODF)와 KOffice 본래의 파일 형식을 사용할 수 있다. 케이오피스(KOffice)는 KDE와는 별도로 출시되며 케이오피스(KOffice) 홈페이지에서 내려받을 수 있다.

## KOffice의 구성요소
| 로고 | 이름       | 기능                                                                |
|      | KWord      | K Desktop 환경에서 구동되는 워드프로세서                            |
|      | KSpread    | K Desktop 환경에서 구동되는 스프레드시트                            |
|      | KPresenter | K Desktop 환경에서 구동되는 프리젠테이션 도구                       |
|      | Kivio      | Microsoft의 Visio와 유사한 플로우차트 제작 프로그램                 |
|      | Krita      | 기초적인 비트맵 그래픽 처리 프로그램. 몇 가지 이미지 처리작업 가능. |
|      | KChart     | KWord, KSpread에서 사용되는 차트 제작 프로그램                      |
|      | KFormula   | KOffice 수식 편집 프로그램                                          |
|      | Kexi       | 통합 데이터베이스 관리 프로그램                                     |
|      | Kplato     | 간트 차트 생성이 가능한 프로젝트 관리 프로그램                      |
|      | Karbon14   | 잉크스케이프와 같은 벡터그래픽 드로잉 프로그램                      |

## 향후 목표
- 노키아는 Maemo summit 2009에서 KOffice 측에 MS OOXML 필터를 제공하기로 발표했다. 이에 따라 2010년 2분기를 목표로 개발중인 2.2 버전에서는 MS 2007 OOXML 포맷을 지원할 것으로 보인다.[4]

## 같이 보기
- 오피스 제품군 비교